# 查理斯·哈契特
查理斯·哈契特（1765年1月2日—1847年3月10日），生於英國倫敦，英国化學家，其最重要的成就是發現了铌元素。

## 鈳鐵礦
1801年，在倫敦大英博物館工作的查理斯·哈契特對博物館收藏的一份鈳鐵礦（Columbite）進行了分析。鈳鐵礦是一種成分非常複雜的礦物，查爾斯發現其中存在一種新的元素。哈契特將這種新元素稱作“钶”（columbium）。11月26日，他在英國皇家學會宣讀了《北美一矿物分析含有的一种至今未知的金属》的論文，正式公布他的發現。實際上哈契特发现的是钶钽的混合物。後來該元素被重新發現，并命名為“铌”。

## 論文獎

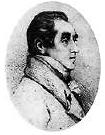
查理斯·哈契特

為了紀念這位偉大的發現者，巴西礦冶公司-CBMM與其他組織一道設立了查理斯·哈契特（Charles Hatchett）優秀論文獎。